# Juhan Aavik
Juhan Aavik (29. ledna 1884, Holstre vald – 26. listopadu 1982, Stockholm) byl estonsko-švédský skladatel, dirigent a hudební pedagog.

## Život
Narodil se v rodině učitele, který byl také vedoucím sboru a dechového orchestru. Vystudoval konzervatoř v Petrohradě v roce 1907 ve třídě trubek u Vasilije Vurmy a v roce 1911 hudební teorii a skladbu u Anatolije Ljadova, Nikolaje Solovjova, Jāzepsa Vītolse a Alexandra Glazunova.
Pracoval jako symfonický a sborový dirigent v Tartu (1911-1923) a Tallinnu (1925-1933). V letech 1925-1938 byl šéfdirigentem estonské opery. Byl hlavním dirigentem estonských pěveckých festivalů v letech 1928, 1933 a 1938.
Od roku 1928 byl profesorem, v letech 1933-1940 ředitelem Tallinské konzervatoře. Byl propuštěn po anexii Estonska Sovětským svazem, pak v letech 1941-1944 znovu působil na konzervatoři. Poté emigroval do Švédska, kde ve čtyřech svazcích (1965-1969) publikoval Dějiny estonské hudby.

## Dílo
- Estonská rapsódie pro orchestr (1929)
- Koncert pro klavír a orchestr (1943)
- Koncert pro housle a orchestr (1945)
- Symfonie n. 1 (1946)
- Symfonie n. 2 (1948)
- Koncert pro violoncello a orchestr (1949)
- Koncert pro kontrabas a orchestr (1950)
- Sonáta pro varhany (1951)
- Sonáta pro housle a klavír (1952)
- Klavírní trio (1957)